# All I Have (píseň)
All I Have (Všechno, co mám) je druhá píseň zpěvačky Jennifer López z jejího čtvrtého alba This Is Me... Then. Píseň se stala velkým hitem hlavně ve Spojených státech amerických. Společně s ní zaznívá v songu hlas LL Cool J.

## Informace o písni
Základ písně a téměř celý začátek tvoří sampl písně z roku 1981 Very Special, kterou zpívala Debra Laws. Původně se píseň měla jmenovat I'm Good, ale název byl poté změněn, aby se nepletl s již vydaným hitem Jennifer López I'm Real.
Píseň se dostala do čela americké hitparády Billboard Hot 100 8. února 2003 a vydržela tam čtyři týdny. Pro Jennifer López to bylo už počtvrté, pro LL Cool J poprvé v kariéře a stal se tak za rok 2003 nejlepším debutantem, vyjma účastníků soutěže American Idol.

## Umístění ve světě
| Hitparáda (2003) | Umístění |
| ---------------- | -------- |
| USA              | 1        |
| Austrálie        | 2        |
| Rakousko         | 38       |
| Belgie           | 18       |
| Brazílie         | 42       |
| Kanada           | 6        |
| Chile            | 14       |
| Nizozemsko       | 3        |
| Evropa           | 3        |
| Francie          | 29       |
| Německo          | 19       |
| Řecko            | 17       |
| Irsko            | 7        |
| Itálie           | 13       |
| Japonsko         | 5        |
| Mexiko           | 2        |
| Nový Zéland      | 1        |
| Polsko           | 7        |
| Švédsko          | 15       |
| Švýcarsko        | 4        |
| Tchaj-wan        | 8        |
| Velká Británie   | 2        |
| Svět             | 2        |

| Prodejnost | Počet     |
| ---------- | --------- |
| Celkem     | 3 000 000 |

## Úryvek textu
All my pride is all I have
Ll cool j: pride is what u had, baby girl I’m what’s u have
Jlo: you’ll be needing me but too bad
Ll cool j: be easy, don’t make decisions when ur mad
Jlo: the path u chose to run alone
Ll cool j: I kno ur independent u can make it on ur own
Jlo: here with me u have a home
Ll cool j: time is of the essence, why spend it alone?